# Detlef Kästner
Detlef Kästner est un boxeur est-allemand né le 20 mars 1958 à Wurzen.

## Carrière
Sa  carrière amateur est principalement marquée par une médaille de bronze remportée aux Jeux olympiques d'été de 1980 à Moscou dans la catégorie des poids super-welters.

### Jeux olympiques
Médaille de bronze en -71 kg aux Jeux de 1980 à Moscou